# Beaumont-les-Autels
Cet article concerne la commune d'Eure-et-Loir. Pour les autres articles homonymes, voir Beaumont.
Beaumont-les-Autels est une commune française située dans le département d'Eure-et-Loir, en région Centre-Val de Loire.

## Géographie

### Situation
Beaumont-les-Autels est située dans le parc naturel régional du Perche.

Situation géographique
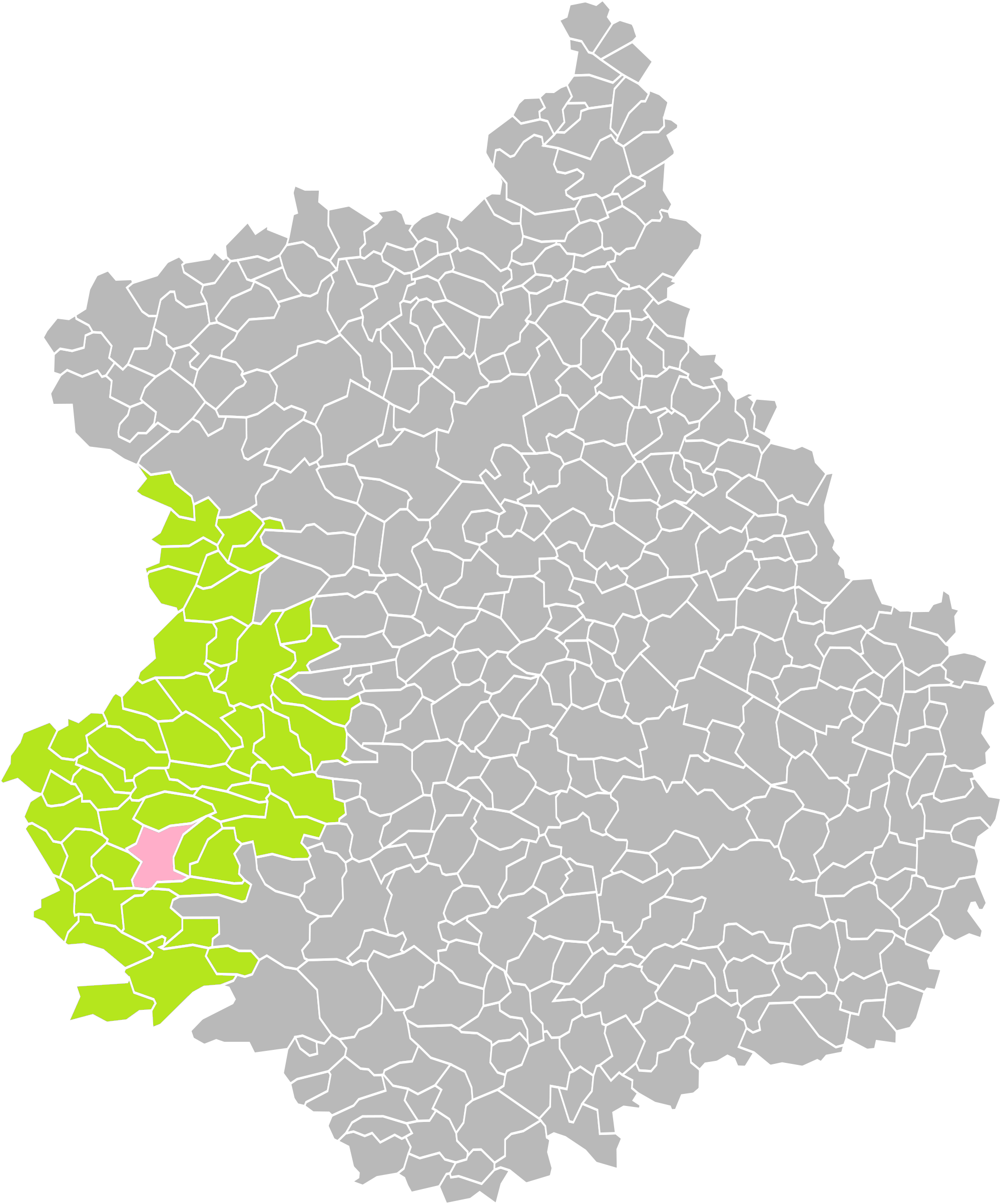
Beaumont-les-Autels dans son arrondissement.
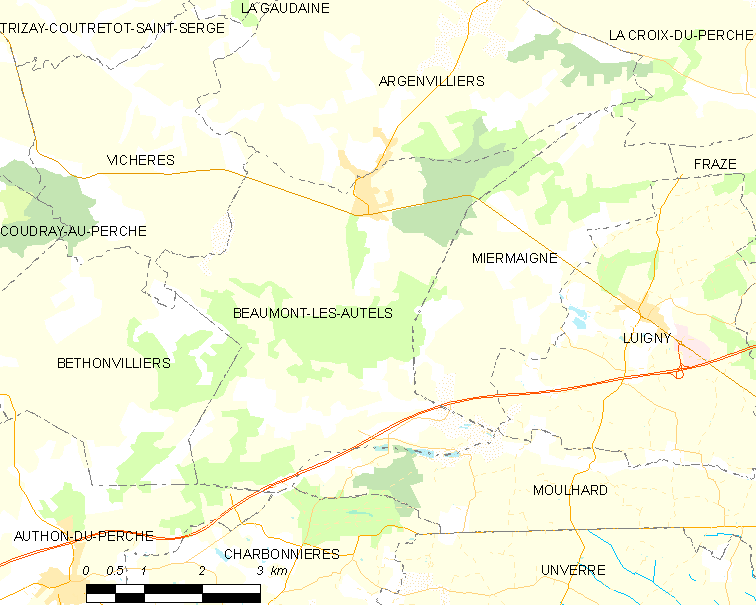
Carte de la commune de Beaumont-les-Autels.

### Communes limitrophes
| Vichères         | Argenvilliers       |            |
| Béthonvilliers   | Beaumont-les-Autels | Miermaigne |
| Authon-du-Perche | Charbonnières       | Moulhard   |

### Hydrographie
La commune est traversée par la rivière l'Ozanne, affluent en rive droite du Loir, lui-même sous-affluent de la Loire par la Sarthe et la Maine.

### Climat
Pour des articles plus généraux, voir Climat du Centre-Val de Loire et Climat du Val-d'Oise.
En 2010, le climat de la commune est de type climat océanique dégradé des plaines du Centre et du Nord, selon une étude du CNRS s'appuyant sur une série de données couvrant la période 1971-2000. En 2020, Météo-France publie une typologie des climats de la France métropolitaine dans laquelle la commune est exposée à un climat océanique altéré et est dans une zone de transition entre les régions climatiques « Normandie (Cotentin, Orne) » et « Moyenne vallée de la Loire ». 
Pour la période 1971-2000, la température annuelle moyenne est de 10,1 °C, avec une amplitude thermique annuelle de 14,7 °C. Le cumul annuel moyen de précipitations est de 825 mm, avec 12,3 jours de précipitations en janvier et 8,2 jours en juillet. Pour la période 1991-2020, la température moyenne annuelle observée sur la station météorologique de Météo-France la plus proche, « Deauville », sur la commune de Deauville à 5 367 km à vol d'oiseau, est de 0,0 °C et le cumul annuel moyen de précipitations est de 0,0 mm,. Pour l'avenir, les paramètres climatiques de la commune estimés pour 2050 selon différents scénarios d'émission de gaz à effet de serre sont consultables sur un site dédié publié par Météo-France en novembre 2022.

## Urbanisme

### Typologie
Au 1er janvier 2024, Beaumont-les-Autels est catégorisée commune rurale à habitat dispersé, selon la nouvelle grille communale de densité à 7 niveaux définie par l'Insee en 2022.
Elle est située hors unité urbaine. Par ailleurs la commune fait partie de l'aire d'attraction de Nogent-le-Rotrou, dont elle est une commune de la couronne,. Cette aire, qui regroupe 25 communes, est catégorisée dans les aires de moins de 50 000 habitants,.

### Occupation des sols
L'occupation des sols de la commune, telle qu'elle ressort de la base de données européenne d’occupation biophysique des sols Corine Land Cover (CLC), est marquée par l'importance des territoires agricoles (68,6 % en 2018), en augmentation par rapport à 1990 (67,4 %). La répartition détaillée en 2018 est la suivante : 
terres arables (52,4 %), forêts (29,7 %), prairies (10,2 %), zones agricoles hétérogènes (6 %), zones urbanisées (1,7 %). L'évolution de l’occupation des sols de la commune et de ses infrastructures peut être observée sur les différentes représentations cartographiques du territoire : la carte de Cassini (XVIIIe siècle), la carte d'état-major (1820-1866) et les cartes ou photos aériennes de l'IGN pour la période actuelle (1950 à aujourd'hui).

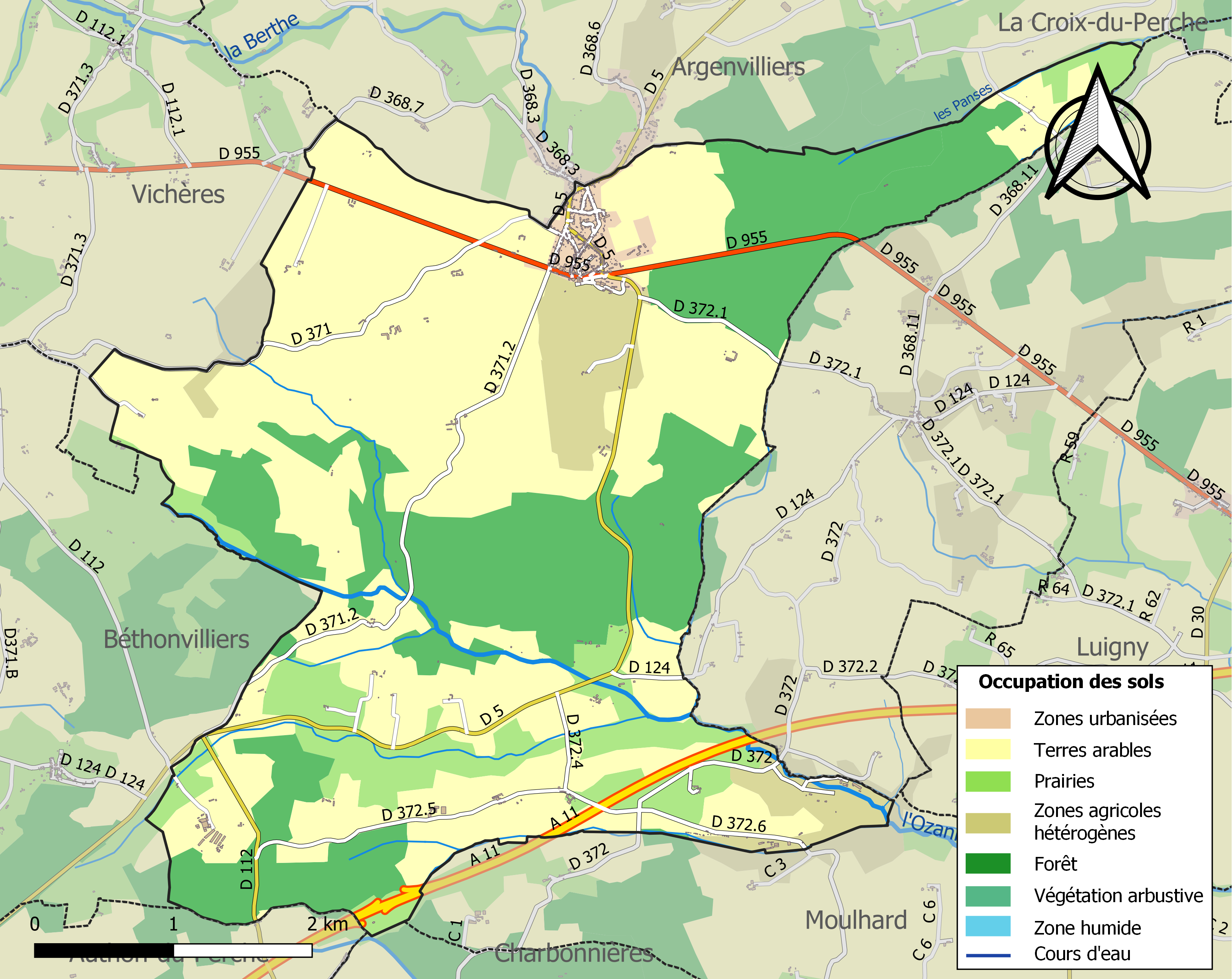
Carte des infrastructures et de l'occupation des sols de la commune en 2018 (CLC).

### Risques majeurs
Le territoire de la commune de Beaumont-les-Autels est vulnérable à différents aléas naturels : météorologiques (tempête, orage, neige, grand froid, canicule ou sécheresse), inondationset séisme (sismicité très faible). Il est également exposé à un risque technologique, le transport de matières dangereuses. Un site publié par le BRGM permet d'évaluer simplement et rapidement les risques d'un bien localisé soit par son adresse soit par le numéro de sa parcelle.

#### Risques naturels
Certaines parties du territoire communal sont susceptibles d’être affectées par le risque d’inondation par débordement de cours d'eau, notamment le Sainte-Suzanne et l'Ozanne. La commune a été reconnue en état de catastrophe naturelle au titre des dommages causés par les inondations et coulées de boue survenues en 1999,.

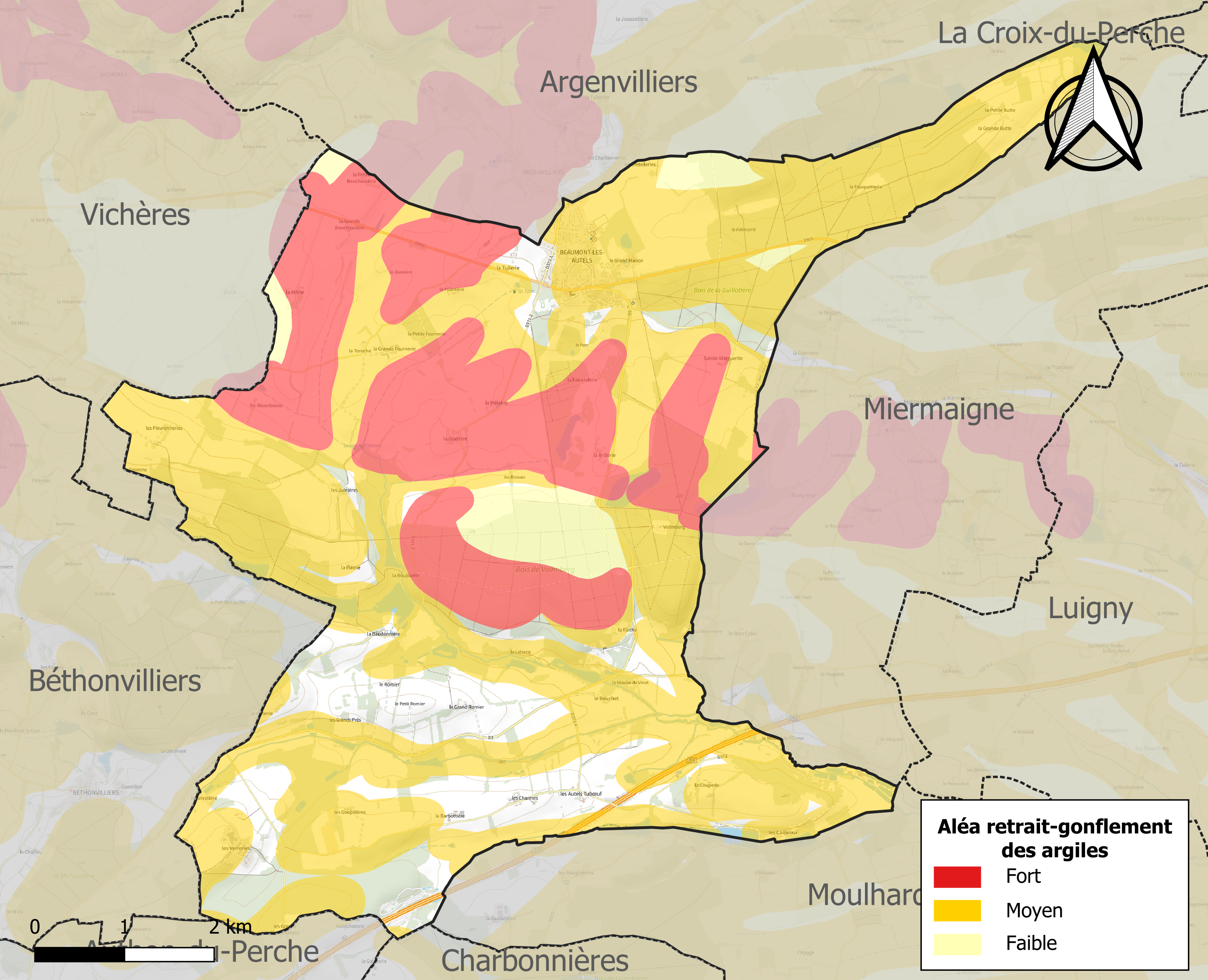
Carte des zones d'aléa retrait-gonflement des sols argileux de Beaumont-les-Autels.

Le retrait-gonflement des sols argileux est susceptible d'engendrer des dommages importants aux bâtiments en cas d’alternance de périodes de sécheresse et de pluie. 80,9 % de la superficie communale est en aléa moyen ou fort (52,8 % au niveau départemental et 48,5 % au niveau national). Sur les 280 bâtiments dénombrés sur la commune en 2019, 246 sont en aléa moyen ou fort, soit 88 %, à comparer aux 70 % au niveau départemental et 54 % au niveau national. Une cartographie de l'exposition du territoire national au retrait gonflement des sols argileux est disponible sur le site du BRGM,.
Concernant les mouvements de terrains, la commune a été reconnue en état de catastrophe naturelle au titre des dommages causés par la sécheresse en 2018 et 2020 et par des mouvements de terrain en 1999.

#### Risques technologiques
Le risque de transport de matières dangereuses sur la commune est lié à sa traversée par des infrastructures routières ou ferroviaires importantes ou la présence d'une canalisation de transport d'hydrocarbures. Un accident se produisant sur de telles infrastructures est en effet susceptible d’avoir des effets graves au bâti ou aux personnes jusqu’à 350 m, selon la nature du matériau transporté. Des dispositions d’urbanisme peuvent être préconisées en conséquence.

## Toponymie
Le nom de la commune est né de la réunion des anciennes communes de Beaumont-le-Chartif et Les Autels-Tubœuf en 1835.
Beaumont est attesté sous la forme Bellus Mons vers 1250(lieu d'où on avait une belle vue).
Les Autels est attesté sous la forme Altaria de Tuebuef vers 1250.

## Histoire

### Époque contemporaine
La commune est née de la réunion, le 6 février 1835, des anciennes communes de Beaumont-le-Chartif et Les Autels-Tubœuf ; cette dernière porta provisoirement, au cours de la Révolution française, le nom de Commune-sur-Ozanne.

## Politique et administration

### Liste des maires
| Période                                  | Période   | Identité         | Étiquette | Qualité      |
| ---------------------------------------- | --------- | ---------------- | --------- | ------------ |
| mars 1995                                | mars 2014 | Marcel Touzo     |           |              |
| mars 2014                                | En cours  | Michel Thibault, |           | Ancien cadre |
| Les données manquantes sont à compléter. |           |                  |           |              |

## Population et société

### Démographie
L'évolution du nombre d'habitants est connue à travers les recensements de la population effectués dans la commune depuis 1793. Pour les communes de moins de 10 000 habitants, une enquête de recensement portant sur toute la population est réalisée tous les cinq ans, les populations de référence des années intermédiaires étant quant à elles estimées par interpolation ou extrapolation. Pour la commune, le premier recensement exhaustif entrant dans le cadre du nouveau dispositif a été réalisé en 2007.

En 2022, la commune comptait 430 habitants, en évolution de +6,97 % par rapport à 2016 (Eure-et-Loir : −0,23 %, France hors Mayotte : +2,11 %).
| 1793 | 1800 | 1806 | 1821 | 1831 | 1836 | 1841 | 1846 | 1851 |
| ---- | ---- | ---- | ---- | ---- | ---- | ---- | ---- | ---- |
| 612  | 583  | 579  | 591  | 645  | 939  | 906  | 948  | 920  |

| 1856 | 1861 | 1866 | 1872 | 1876 | 1881 | 1886 | 1891 | 1896 |
| ---- | ---- | ---- | ---- | ---- | ---- | ---- | ---- | ---- |
| 934  | 903  | 868  | 872  | 873  | 822  | 845  | 824  | 816  |

| 1901 | 1906 | 1911 | 1921 | 1926 | 1931 | 1936 | 1946 | 1954 |
| ---- | ---- | ---- | ---- | ---- | ---- | ---- | ---- | ---- |
| 830  | 800  | 821  | 756  | 721  | 741  | 636  | 710  | 658  |

| 1962 | 1968 | 1975 | 1982 | 1990 | 1999 | 2006 | 2007 | 2012 |
| ---- | ---- | ---- | ---- | ---- | ---- | ---- | ---- | ---- |
| 604  | 563  | 553  | 508  | 452  | 451  | 498  | 499  | 436  |

| 2017 | 2022 | - | - | - | - | - | - | - |
| ---- | ---- | - | - | - | - | - | - | - |
| 394  | 430  | - | - | - | - | - | - | - |

### Enseignement
- Maison familiale rurale[27].

### Manifestations culturelles et festivités
- Depuis 2002, Beaumont-les-Autels accueille chaque année un stage choral et instrumental pour enfant organisé par À Cœur Joie.

## Économie
Au XIXe siècle, la commune de Beaumont-le-Chartif possédait un fabricant de poterie réputé nommé Lejeune. En 1824, il fut cité comme digne d'éloges par le jury central de l'exposition de l'industrie d'Eure-et-Loir.

## Culture locale et patrimoine

### Lieux et monuments

#### Manoir des Cailleaux
Inscrit MH (2005).

Manoir et étang des Cailleaux.

#### Église Notre-Dame
Église du XVIe siècle.

#### Château
Château édifié à partir de 1550 par Jean II de Blosset.

Lieux et monuments
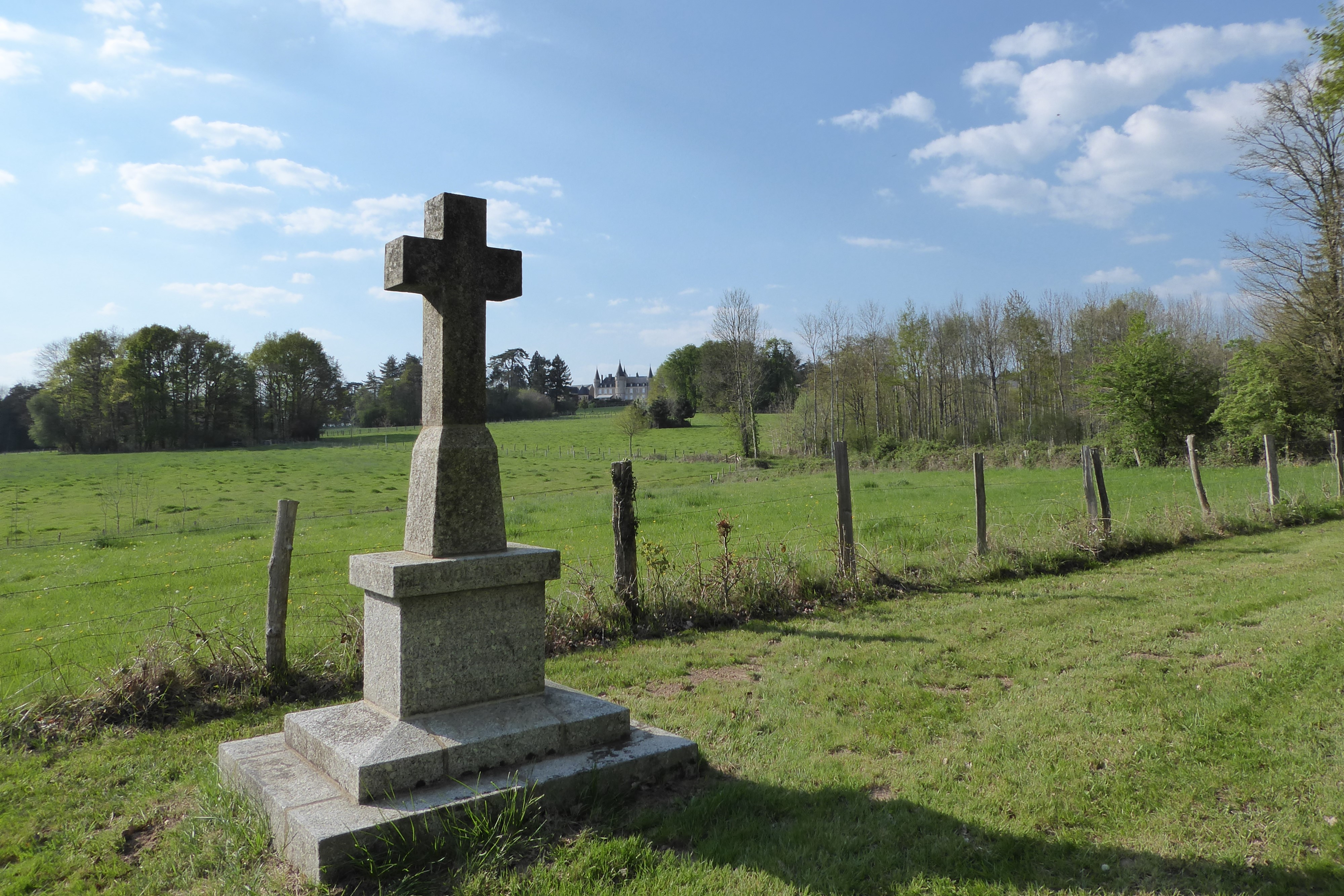
Croix de la Faisanderie et château de Beaumont au loin.
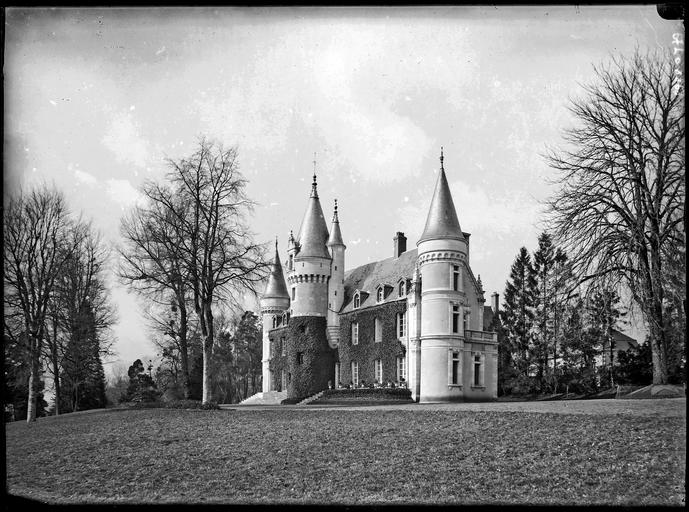
Le château entre 1900 et 1920.
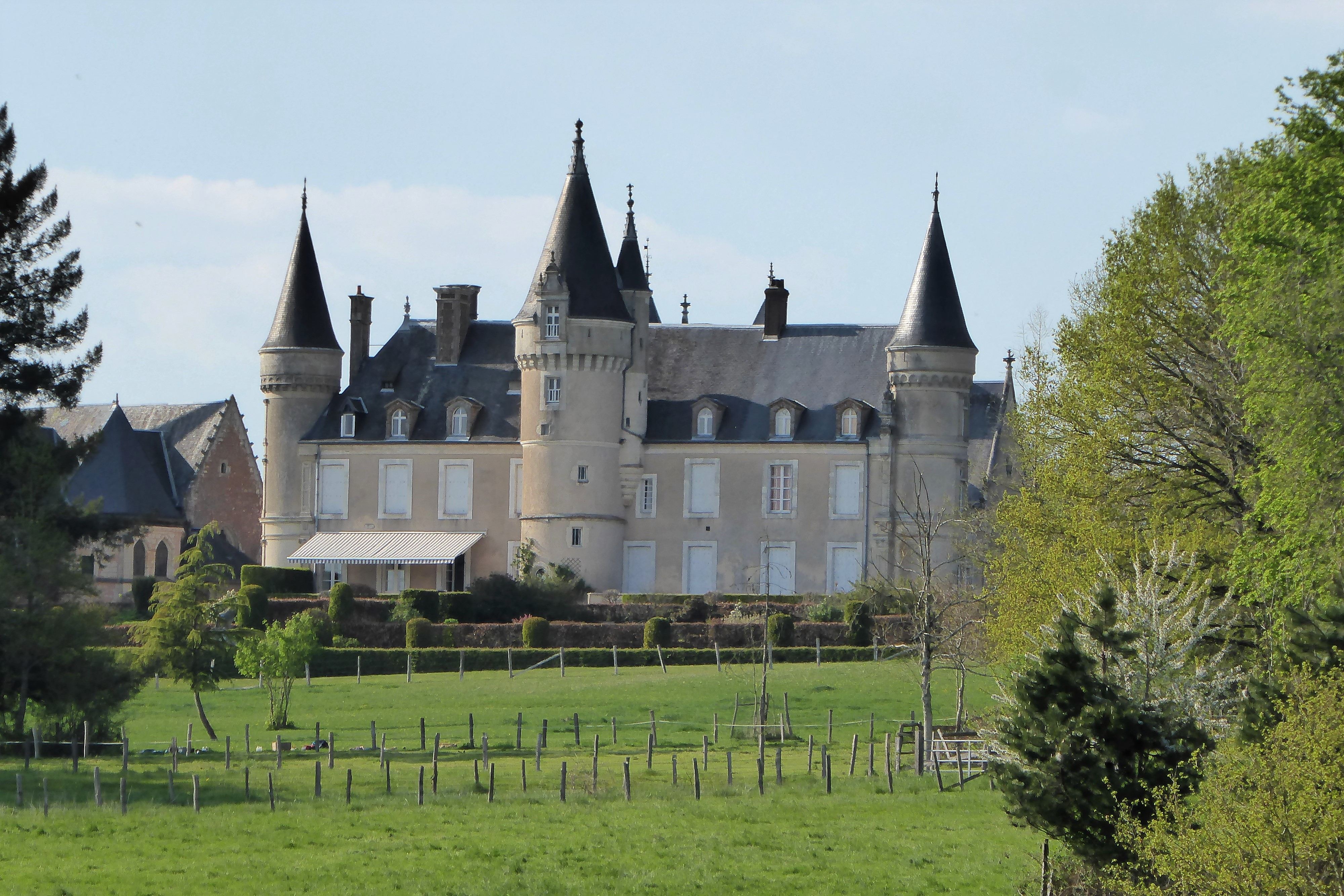
Le château et l'église en 2019.
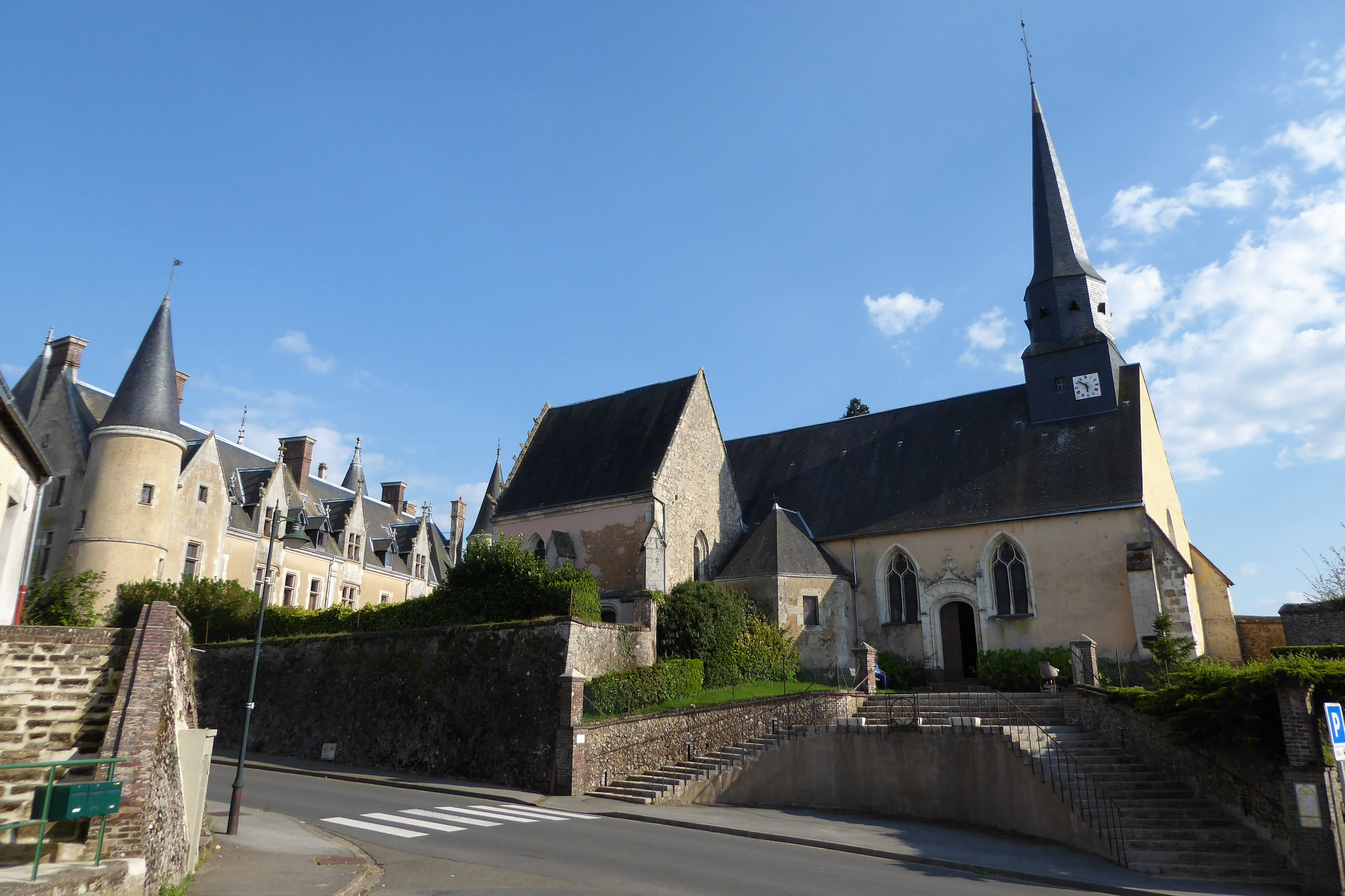
Le château et l'église Notre-Dame.

### Personnalités liées à la commune
- Germaine Philippe née Pohu (1897-1991), employée de ferme, et Adrien Philippe (1892-1970), garde chasse et charretier de labour, tous deux employés au domaine de La Fouquetterie, sont reconnus à titre posthume en 1996 Justes parmi les nations[30].
- Servane de Layre-Mathéus (1939-2020), historienne, conseillère municipale de la commune où sa famille est propriétaire du château.

### Héraldique
| Blason de la commune de Beaumont-les-Autels | Les armes de la commune de Beaumont-les-Autels se blasonnent ainsi : de sinople aux deux ombres de léopards l’un sur l’autre. |